# 福島県警察部
福島県警察部（ふくしまけんけいさつぶ）は、戦前の内務省監督下の福島県が設置した府県警察部であり、福島県内を管轄区域とする。
1948年（昭和23年）3月6日に廃止となり、福島県警察部は国家地方警察福島県本部と福島市警察などの自治体警察に再編されることになった。

## 沿革
- 1875年（明治8年）12月 福島県庁に第四課を設置。
- 1876年（明治9年）8月 若松県・磐前県を編入。
- 1880年（明治13年）4月 福島県警察本署に改称。
- 1886年（明治19年）8月 福島県警察本部に改称。
- 1890年（明治23年）11月 福島県警察部に改称。
- 1905年（明治38年）4月 福島県第四部に改称。
- 1907年（明治40年）7月 福島県警察部に改称。
- 1928年（昭和3年）7月 特別高等警察課を設置。
- 1945年（昭和20年） 平空襲が起きる。
- 1945年（昭和20年）10月 特別高等警察が廃止。

## 組織
1927年（昭和2年）時点
- 警務課
- 高等警察課
- 保安課
- 刑事課
- 衛生課

## 警察署
1930年（昭和5年）時点
- 福島警察署
- 飯坂警察署
- 桑折警察署
- 保原警察署
- 梁川警察署
- 川俣警察署
- 二本松警察署
- 本宮警察署
- 郡山警察署
- 須賀川警察署

- 白河警察署
- 矢吹警察署
- 三春警察署
- 小野新町警察署
- 棚倉警察署
- 石川警察署
- 平警察署
- 植田警察署
- 四倉警察署
- 富岡警察署

- 浪江警察署
- 中村警察署
- 原町警察署
- 田島警察署
- 若松警察署
- 喜多方警察署
- 猪苗代警察署
- 坂下警察署
- 高田警察署

## 歴代部長
| 代 | 官職名                 | 氏名         | 就任日         | 退任日         | 前職                             | 後職                   | 備考                     |
| -- | ---------------------- | ------------ | -------------- | -------------- | -------------------------------- | ---------------------- | ------------------------ |
| -  | 警部長心得             | 外田重之     | 1882年2月26日  | 1883年10月16日 | 福島県警部                       | -                      |                          |
| 1  | 警部長 警察本署長      | 外田重之     | 1883年10月16日 | 1884年7月11日  | -                                | 四等警視兼一等警察使   |                          |
| 2  | 警部長 警察本署長      | 高橋仲次     | 1884年7月11日  | 1885年3月4日   | 栃木県警部                       | 栃木県警部長           |                          |
| 3  | 警部長 警察本署長      | 岩下敬蔵     | 1885年3月4日   | 1886年1月8日   | 菊多・磐前・磐城郡長             | 山形県警部長           |                          |
| 4  | 警部長 警察本署長      | 吉田弘蔵     | 1886年1月8日   | 1886年7月20日  | 四等警視・芝愛宕警察署長         | -                      |                          |
| 4  | 警部長 警察本部長      | 吉田弘蔵     | 1886年7月20日  | 1887年10月25日 | -                                | 長崎県警部長           |                          |
| 5  | 警部長 警察本部長      | 岩下敬蔵     | 1887年10月25日 | 1890年10月11日 | 信夫郡長                         | -                      | 再任                     |
| 5  | 警部長 警察部長        | 岩下敬蔵     | 1890年10月11日 | 1892年8月19日  | -                                | 栃木県警部長           |                          |
| 6  | 警部長 警察部長        | 田中貴道     | 1892年8月19日  | 1894年9月19日  | 栃木県警部長                     | 京都府警部長           |                          |
| 7  | 警部長 警察部長        | 増永洋吉     | 1894年9月19日  | 1898年7月27日  | 秋田県警部長                     | 熊本県警部長           |                          |
| 8  | 警部長 警察部長        | 久保田政周   | 1898年7月27日  | 1899年2月15日  | 岐阜県参事官                     | 静岡県警部長           |                          |
| 9  | 警部長 警察部長        | 依田銈次郎   | 1899年2月15日  | 1899年2月21日  | 宮崎県警部長                     | 奈良県警部長           |                          |
| 10 | 警部長 警察部長        | 高須欽       | 1899年3月23日  | 1900年3月29日  | 佐賀県小城郡長                   | 死去                   |                          |
| 11 | 警部長 警察部長        | 永田幸太郎   | 1900年9月4日   | 1903年7月16日  | 山梨県警部長                     | 石川県警部長           |                          |
| 12 | 警部長 警察部長        | 尾崎勇次郎   | 1903年7月16日  | 1904年5月26日  | 宮城県参事官                     | 香川県警部長           |                          |
| 13 | 警部長 警察部長        | 大味久五郎   | 1904年5月26日  | 1905年4月19日  | 山梨県警部長                     | -                      |                          |
| 13 | 事務官 第四部長 警務長 | 大味久五郎   | 1905年4月19日  | 1906年8月15日  | -                                | 山口県事務官・第四部長 |                          |
| 14 | 事務官 第四部長 警務長 | 斎藤美智磨   | 1906年8月15日  | 1907年7月13日  | 山形県事務官・第二部長           | -                      |                          |
| 14 | 事務官 警察部長 警務長 | 斎藤美智磨   | 1907年7月13日  | 1908年3月30日  | -                                | 鹿児島県事務官         |                          |
| 15 | 事務官 警察部長 警務長 | 阿部亀彦     | 1908年3月30日  | 1913年6月13日  | 栃木県事務官・第二部長           | 埼玉県内務部長         |                          |
| 16 | 警察部長               | 安達宅次     | 1913年6月13日  | 1915年4月19日  | 埼玉県事務官・学務課長           | 休職                   |                          |
| 17 | 警察部長               | 片岡文理     | 1915年4月24日  | 1916年2月7日   | 樺太庁警察部長                   | 福島県内務部長         |                          |
| 18 | 警察部長               | 岡本佃       | 1916年11月17日 | 1918年1月14日  | 香川県理事官・勧業課長           | 休職                   |                          |
| 19 | 警察部長               | 藤山竹一     | 1918年1月14日  | 1919年6月28日  | 和歌山県理事官・学務課長         | 休職                   |                          |
| 20 | 警察部長               | 石垣倉治     | 1919年6月28日  | 1920年9月14日  | 神奈川県警視・高等第一課長       | 福岡県産業部長         |                          |
| 21 | 警察部長               | 久保田金四郎 | 1920年9月14日  | 1921年9月28日  | 愛媛県警察部長                   | 広島県警察部長         |                          |
| 22 | 警察部長               | 小島庄吉     | 1921年9月28日  | 1922年10月16日 | 岩手県理事官・学務課長           | 北海道庁産業部長       |                          |
| 23 | 警察部長               | 福田虎亀     | 1922年10月16日 | 1923年10月27日 | 愛媛県理事官・庶務課長           | 岡山県警察部長         |                          |
| 24 | 警察部長               | 天谷虎之助   | 1923年10月27日 | 1924年12月20日 | 福岡県理事官・学務課長           | -                      |                          |
| 24 | 書記官 警察部長        | 天谷虎之助   | 1924年12月20日 | 1925年4月28日  | -                                | 岡山県書記官・警察部長 |                          |
| 25 | 書記官 警察部長        | 守屋磨瑳夫   | 1925年4月28日  | 1926年4月21日  | 警視庁警視・特別高等課長         | 内務省社会局書記官     |                          |
| 26 | 書記官 警察部長        | 蔵重久       | 1926年4月21日  | 1927年5月17日  | 新潟県地方事務官・庶務課長       | 奈良県書記官・警察部長 |                          |
| 27 | 書記官 警察部長        | 別宮秀夫     | 1927年5月17日  | 1928年1月10日  | 山形県書記官・警察部長           | 愛知県書記官・学務部長 |                          |
| 28 | 書記官 警察部長        | 中村忠充     | 1928年1月10日  | 1929年7月8日   | 愛知県書記官・学務部長           | 岩手県書記官・内務部長 |                          |
| 29 | 書記官 警察部長        | 歌川貞忠     | 1929年7月8日   | 1931年1月21日  | 石川県書記官・警察部長           | 兵庫県書記官・警察部長 |                          |
| 30 | 書記官 警察部長        | 内田伝蔵     | 1931年1月21日  | 1931年12月24日 | 警視庁事務官・消防部長           | 岡山県書記官・学務部長 |                          |
| 31 | 書記官 警察部長        | 中里喜一     | 1931年12月24日 | 1932年6月30日  | 長野県書記官・警察部長           | 内務書記官・図書課長   |                          |
| 32 | 書記官 警察部長        | 渡正監       | 1932年6月30日  | 1935年1月19日  | 静岡県書記官・学務部長           | 青森県書記官・総務部長 |                          |
| 33 | 書記官 警察部長        | 畠田昌福     | 1935年1月19日  | 1936年4月25日  | 秋田県書記官・警察部長           | 福岡県書記官・警察部長 |                          |
| 34 | 書記官 警察部長        | 小田光伴     | 1936年4月25日  | 1937年7月8日   | 愛媛県書記官・警察部長           | 青森県書記官・総務部長 |                          |
| 35 | 書記官 警察部長        | 青柳一郎     | 1937年7月8日   | 1939年4月21日  | 外務事務官兼領事内務事務官       | 傷兵保護院業務課長     |                          |
| 36 | 書記官 警察部長        | 高橋三郎     | 1939年4月21日  | 1941年1月8日   | 岡山県書記官・学務部長           | 内務省検閲課長         |                          |
| 37 | 書記官 警察部長        | 鈴木幹雄     | 1941年1月8日   | 1942年7月7日   | 警視庁外事課長                   | 内務省河川課長         |                          |
| 38 | 書記官 警察部長        | 戸沢盛男     | 1942年7月7日   | 1942年11月1日  | 宮崎県書記官・警察部長           | -                      |                          |
| 38 | 部長 警察部長          | 戸沢盛男     | 1942年11月1日  | 1943年3月31日  | -                                | 陸軍司政官             |                          |
| 39 | 部長 警察部長          | 上田秀雄     | 1943年3月31日  | 1945年4月21日  | 青森県部長・警察部長             | 石川県経済第一部長     |                          |
| 40 | 部長 警察部長          | 岡村周美     | 1945年4月21日  | 1945年10月13日 | 運輸通信省書記官・港湾局監理課長 | 休職                   |                          |
| 41 | 部長 警察部長          | 磯部巌       | 1945年10月13日 | 1945年10月27日 | -                                | -                      | 兼任 本務:福島県内政部長 |
| 42 | 部長 警察部長          | 新井茂司     | 1945年10月27日 | 1946年4月1日   | 秋田県部長・経済第一部長         | -                      |                          |
| 42 | 地方事務官 警察部長    | 新井茂司     | 1946年4月1日   | 1946年7月13日  | -                                | 北海道庁警察部長       |                          |
| 43 | 地方事務官 警察部長    | 渡辺数英     | 1946年7月13日  | 1947年5月1日   | 香川県経済部長                   | 仙台経済安定局監査課長 |                          |
| 44 | 地方事務官 警察部長    | 新井裕       | 1947年5月1日   | 1948年3月6日   | 内務省警保局企画課               | 福島県警察長           |                          |